# Ново-Брдо (община)
Ново-Брдо (серб. Ново-Брдо; алб. Komuna e Novobërdës) — община в Косове, входит в Приштинский округ. Административный центр общины — село Бостане.
Община Ново-Брдо фактически является сербским анклавом в Косове.